# Maurice de Broglie
Maurice de Broglie (1875 - 1960) là anh trai của nhà bác học Louis de Broglie và đồng thời ông cũng là nhà vật lý học nổi tiếng của Pháp.

## Cuộc đời
Ông sinh ngày 27 tháng 4 năm 1875 tại Paris. Ông tỏ ra là người có năng khiếu khi từ nhỏ ông học môn vật lý rất giỏi. Năm 1901, ông kết hôn với Camille Bernou de Rochetaillée có với nhau một người con gái nhưng đứa con gái của họ sớm qua đời khi mới 6 tuổi.
Ông tốt nghiệp trường sĩ quan hải quân, và trải qua 9 năm trong Hải quân Pháp đóng quân ở Địa Trung Hải. Trong thời gian này, ông quan tâm đến vật lý, và bắt đầu làm nghiên cứu thí nghiệm về điện từ và ông đã rời khỏi quân ngũ vào năm 1904 để theo con đường khoa học. Ông theo học nhà bác học Paul Langevin tại trường Đại học Sorbonne và có được học vị tiến sĩ Vật lý vào năm 1908.
Ông đã được mời tham gia vào nhiều viện và hội nghiên cứu khoa học như: Hội Vật lý, hội vô tuyến điện. Các thế hệ học trò được ông dẫn dắt cũng trở thành những nhà bác học xuất sắc như: Louis de Broglie, Louis de prince Ringuet, Jean Thibaut, Trillat, Dauvilliers..
Ông mất ngày 14 tháng 7 năm 1960 tại Seine-Neuilly-sur.

## Sự nghiệp
Công trình nghiên cứu đầu tiên của ông là về vật lý phân tử, sự ion hóa của các chất khí. Năm 1913, ông có nhiều phát hiện mới về quang phổ tia X, nguyên tử phóng xạ, vật lý học các hạt.
Năm 1921, ông được phong hàm tiến sĩ danh dự của trường Đại học Osford và làm chủ tịch hội Vật lý nước Pháp. Sau đó là tiến sĩ Viện Hàn lâm khoa học Pháp (1924) và cả Viện Hàn lâm văn học Pháp thay thế Pierre de La Gorce vào năm 1934. Ông được bầu vào Hội Hoàng gia London (1940) và thay thế thầy của mình chủ nhiệm khoa Vật lý của trường Đại học Sorbonne (1942).